# Itajaí
Itajaí è un comune del Brasile nello Stato di Santa Catarina, parte della mesoregione della Vale do Itajaí e della microregione di Itajaí.
È il primo porto peschereccio di Santa Caterina, il secondo del Brasile.

## Amministrazione

### Gemellaggi
- Sodegaura
- Xinxiang